# Distretto di Sina Sina-Yonggomugl
Il distretto di Sinasina-Yonggomugl, in inglese Sinasina-Yonggomugl District, è un distretto della Papua Nuova Guinea appartenente alla Provincia di Chimbu. Ha una superficie di 358 km² e 32.000 abitanti (stima nel 2000)

## Geografia antropica

### Suddivisioni amministrative
Il distretto è suddiviso in tre Aree di Governo Locale:
- Sinasina Rural
- Suwai Rural
- Yongomugl Rural